# 카롤루스 2세 칼부스
카롤루스 2세 칼부스(라틴어: Carolus II Calvus, 프랑스어: Charles II le Chauve, 독일어: Karl II der Kahle, 823년 6월 13일 – 877년 10월 6일)은 840년부터 서프랑크 왕국의 왕이었고 875년에는 신성 로마 황제로 즉위했다. 카롤링거 왕조의 일원으로 경건왕 루트비히의 막내아들이다. "칼부스"란 대머리라는 뜻이다.
829년 알레만니아와 네우스트리아의 왕에 봉해졌는데 이때 그가 아버지로부터 영토를 하사받을 때 두 형 로타르 1세와 루트비히 독일인의 영지를 일부 떼어준 일이 격심한 불화의 씨앗이 되었다. 840년 형 로타르 1세가 단독 통치자가 되자 반발하여 루트비히 독일인와 손잡고 시민 전쟁을 일으켰으며, 841년 퐁트누아 전투에서 로타르 1세의 이탈리아군을 격파하고 843년 베르덩 조약을 체결하였다.
838년 12월 이복 형 페펭이 죽은 뒤 아버지 경건왕 루트비히는 그에게 아키텐을 주었으나 아키텐 귀족들의 반발로 취소됐다. 이후 그는 아키텐의 영유권을 주장하며 조카인 피핀 2세와 싸워서 864년에 승리한다. 로타링기아의 왕인 조카 로타르 2세가 이혼하는 문제에 루트비히 독일인와 함께 개입하기 시작하여 로타르 2세의 유일한 혈육인 위그를 몰아내고 메르센에서 로타링기아를 분할(메르센 조약)한다. 869년 그는 로타링기아를 일시적으로 점령하고 스스로 황제이며 존엄한 자(Imperator Augustus)라고 지칭하였다. 875년 8월에는 이탈리아의 루트비히 2세가 후계자 없이 죽자, 알프스를 넘어 신성 로마 제국 황제의 제관을 차지하여 다시 독일인 루트비히 및 그의 아들카를로만, 소 루트비히와 갈등했다. 실제 그는 대머리는 아니었지만 태어났을 때 영토가 없었다는 것이 후대에 머리가 없다, 대머리로 와전되어 대머리라는 별명을 얻게 되었다.

## 이력

### 생애 초반

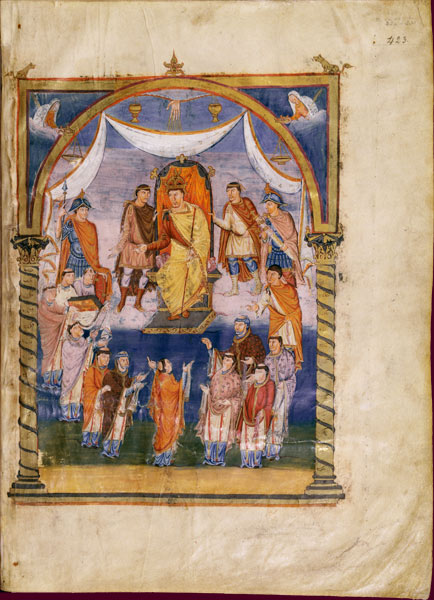
카를 2세 시대의 동전

대머리왕 카를은 823년 6월 13일 경건왕 루트비히와 바이에른 공작 구엘프의 딸인 계비 바이에른의 유디트의 아들이자 카롤루스 대제의 손자로, 프랑크 왕국 헤센주 프랑크푸르트에서 태어났다. 그의 이모는 엠므 폰 바이에른으로 이복 형이기도 한 독일인 루트비히 2세와 결혼하였다. 카를에게는 기셀라라는 누나가 1명 있었다. 기셀라는 이탈리아 북동부의 프리울리 후작 에버하르트 1세에게 시집갔는데, 에버하르트 1세는 이탈리아 북동부에 넓은 땅을 소유하고 있었고, 모계로는 네우스트리아의 궁재인 카를로만 1세의 외손이었다. 그들의 아들은 베렌가르 1세로 후에 875년 카를이 황제관을 원할 때 베렌가르는 독일인 루트비히의 편에 가담해 활동했다.
카를이 태어나자 마자 부왕 경건왕 루트비히는 정비 에르망가르트와의 사이에서 얻은 세 아들에게 분할상속된 상속령을 재분할, 그에게 알레만니아를 분배했다. 그러나 에르망가르트의 세 아들 로타르 1세(795-855), 페펭(797-838), (독일왕) 루트비히 2세(802?,805-876)는 817년에 맺은 상속 협정(Ordinatio imperii)에서 보장받은 권리를 지키고 강화하기 위해 노력했다. 에르망가르트의 세 아들 로타르 1세, 페펭, 독일왕 루트비히 2세는 부왕에게 반기를 들고, 모후 유디트는 폐위되어 수도원에 감금되기도 했다.
오를레앙의 이르멘가르트에게서 카를로만, 말더듬이왕 루이 2세, 아키텐의 샤를, 무능력자 로타르 등의 네 아들을 둔다. 그러나 병약한 카를로만은 일찍 죽고, 아키텐의 분국왕으로 봉해진 아키텐의 샤를 역시 일찍 죽었다. 오를레앙의 이르멘가르트가 죽자, 카를은 다시 프로방스의 유력 귀족인 보소니드 가문의 딸 리첼다와 재혼한다. 카를 2세와 그 아들 말더듬이왕 루이 2세가 연달아 사망하면서 리첼다에게서 얻은 딸 로틸데의 남편 우르수스 공 지게베르트와, 리첼다의 친정 남동생인 프로방스의 보소는 후일 반란을 일으킨다. 또한 리첼다의 다른 남동생 오툉 공작 리샤르의 아들들 중 한명은 후일 로베르 1세의 사위 자격으로 왕위를 계승한 라울이다.
831년 아버지 경건왕 루트비히는 자신에게 반기를 들었던 셋째 이복 형 아키텐인 피핀 1세의 영토 아키텐을 카를에게 준다고 선언하였다. 세 명의 배다른 형은 다시 반발하여 경건왕 루트비히를 상대로 반란을 일으켰다.

### 알레만니아 왕
829년 루트비히 경건왕은 대머리 카를을 알레만니아 공작, 슈바벤 공작, 알사스 공작, 리티아(Raetia, 이탈리아 북부) 공작, 부르고뉴의 공작에 임명했다. 829년 8월에는 셉티메니아의 베른하르트가 카를의 권리를 지지하고 나섰다. 루트비히 경건왕은 친척이며, 카를 마르텔의 아들인 샤를마뉴시대의 군사대신 베른하르트의 아들 왈라(Wala) 또는 왈라코(Walacho)를 특별히 대머리 카를의 후견인으로 지명하였다. 한편 로타르의 측근들은 그에게 바이에른의 유디트가 한때 셉티메니아의 베른하르트와 연인 관계였다는 설을 알려 주었다. 아키텐의 피핀 1세는 베른하르트가 자신의 영토도 넘볼 것이라 보고, 자신의 형 로타르에게 거병을 제의한다.
829년 아버지 루트비히 경건왕 그에게 알레만니아와 게르만인 루트비히의 영지, 로타르의 영지를 일부 떼어 주었다. 그러자 이복 형 로타르 1세, 페펭, 게르만인 루트비히 등은 반란을 일으킨다. 832년 이복 형 아키텐인 피핀 1세가 셉티메니아의 베른하르트의 지원을 얻어, 독일인 루트비히와 함께 아버지 경건왕 루트비히를 상대로 다시 반란을 일으켰다가 진압되어 아버지에 의해 아키텐 국왕직을 박탈당했다. 피핀은 트리어의 감옥에 투옥되었고 그의 왕국은 대머리 카를에게로 넘겨졌다. 832년 리모주 근처 조코디아크 궁(Jocondiac)에서 아버지 경건왕 루트비히는 이복 형 피핀 1세의 영지 아키텐을 대머리 카를에게 준다고 선언했다. 837년 아버지 루트비히 경건왕은 아헨 제국 의회, 838년 네이메겐 제국 의회에서 더 많은 영토를 아들 대머리왕 카를에게 넘겨주었다. 일단 로타르 1세, 아키텐의 피핀 1세, 독일인 루트비히 등은 이 조치를 받아들였으나 감정이 좋지 않았다.
838년 12월 이복 형인 피핀 1세가 죽자 아버지 경건왕 루트비히는 그를 아키텐의 왕으로 봉했으나, 아키텐 귀족들의 반발로 취소했다. 아키텐의 유력 인사였던 카바네의 아데마르(Ademar de Chabannes), 푸아티에 백작 에메노네(Emenone) 등은 황제의 명령에 불복종을 선언했고, 아키텐의 분리 독립을 원하던 아키텐의 귀족들은 죽은 피핀 1세의 장남 피핀 2세를 왕으로 받들었다. 839년의 보름스 제국의회에서 아키텐에 대해 피핀 2세의 상속권을 박탈하고, 카를을 아키텐 왕으로 임명하며, 피핀 2세는 아헨으로 유학할 것을 지시했다. 경건왕 루트비히 1세는 아키텐에 사자를 보내 피핀 2세를 아헨으로 보내고 대신 총독을 파견하겠다고 하였다. 그러나 아키텐의 귀족들은 거부했다. 839년 카를은 아키텐에 대한 통치를 선언했지만 아키텐의 귀족들은 카를을 거부했다. 이후 그는 아키텐을 얻기 위해 피핀의 아들 피핀 2세와 20년 넘게 다투었다.
838년 12월 아버지 경건왕 루트비히로부터 메인공작에 임명되었다. 훗날 851년에 대머리 카를은 메인의 영지와 앙주, 툴루즈를 로베르 르 포르에게 하사하였다.
839년 봄 이복 형 독일인 루트비히가 다시 게르만 귀족들을 선동해 반란을 일으켰으나 패퇴하고 바이에른으로 물러갔다. 루트비히는 다시 형 로타르 1세를 부추겨 다시 카를 2세의 영지인 알레만니아를 침공했다. 이로써 판노니아 백작령을 잃었다.

### 치세기간 중

#### 시민 전쟁

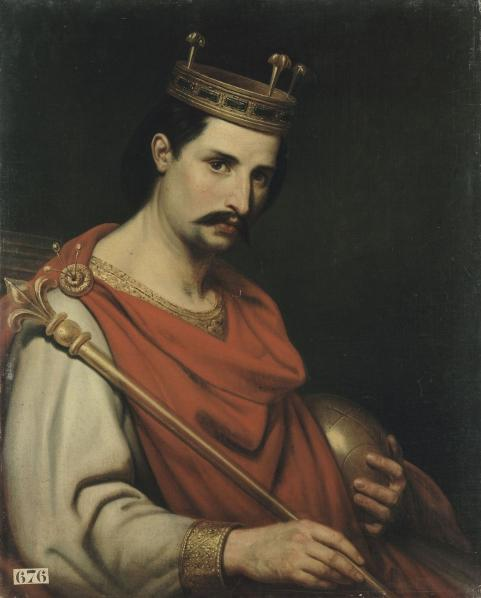
카를 2세

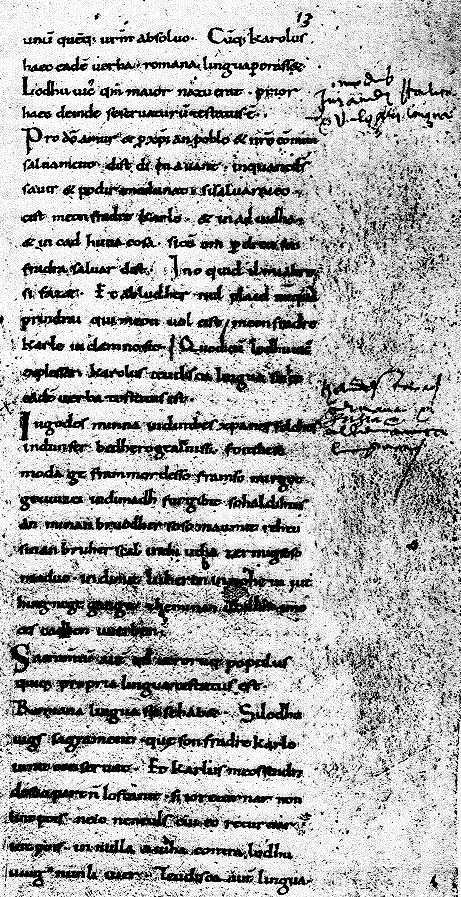
842년 12월 서프랑크에서 카를 2세에 의해 작성된 스트라스부르 서약 선서문 사본

840년 아버지 루트비히 경건왕이 죽은 뒤 큰형 로타르 1세가 제국 전체를 다스리는 것에 대해 이복 형 독일인 루트비히와 손잡고 로타르에 대항하였다. 로타르 1세는 817년의 제국 칙령에서 부여된 자신의 권리를 다시 주장, 협상을 시도했으나 실패했다. 루트비히 1세가 죽자 그에게는 알레만니아와 네우스트리아, 프로방스 지역이 유산으로 분배되었다. 그러나 로타르 1세가 형제들에게 왕국을 분배하지 않고 전 국토의 왕으로 즉위하자 반란을 일으켜 3년간 전쟁을 하게 된다. 이때 그는 독일인 루트비히와 거래하여 네우스트리아와 프랑스는 자신이 갖고, 바이에른 외에 알레만니아는 독일인 루트비히가 갖는 것으로 협상한다.
이때 아키텐의 분국왕이자 조카인 아키텐의 피핀 2세의 지원군이 로타르 1세에게 합류, 로타르를 도와주었다. 로타르 1세는 817년의 제국 칙령에서 부여된 자신의 권리를 다시 주장, 협상을 시도했으나 실패했고, 841년 7월 25일의 퐁트누아 전투에서 동생인 독일인 루트비히와 대머리왕 카를에게 패했다. 패한 로타르는 결국 아헨으로 피신했으나 결국 협상을 하게 된다.
841년 7월 25일의 퐁트누아 전투에서 로타르를 깨뜨렸다. 842년 2월 12일 대머리 카를은 독일인 루트비히와 슈트라스부르크에서 맹약을 체결한다. 이때 독일인 루트비히는 게르만어로, 대머리 카를은 갈로-로망어로 서약문을 낭독한다. 이들은 하느님과 형제애에 의거하여 로타르를 공격한다고 맹세하였다.
Pro Deo amur et pro christian poblo et nostro commun salvament, d'ist di in avant, in quant Deus savir et podir me dunat, si salvarai eo cist meon fradre Karlo et in aiudha et in cadhuna cosa, si cum om per dreit son fradra salvar dift, in o quid il mi altresi fazet, et ab Ludher nul plaid nunquam prindrai, qui meon vol cist meon fradre Karle in damno sit.

이 서약은 그때까지의 프랑크 왕국의 국왕, 황제들이 명령과 선언으로 전쟁, 정책을 집행하던 것과는 다른 신과 백성들 앞에서 공개적으로 한 서약이었다. 또한 프랑크 왕국의 표준어인 고지독일어로 쓰여졌지만, 게르만어와 라틴어로 각각 낭독되었다.
842년에는 작센에서 봉기를 일으켰고 튀링겐의 공작 등이 이에 협조하여 로타르를 조여왔다. 패한 로타르는 결국 아헨으로 피신했으나 결국 협상을 하게 된다.

#### 베르됭 조약과 서프랑크 왕

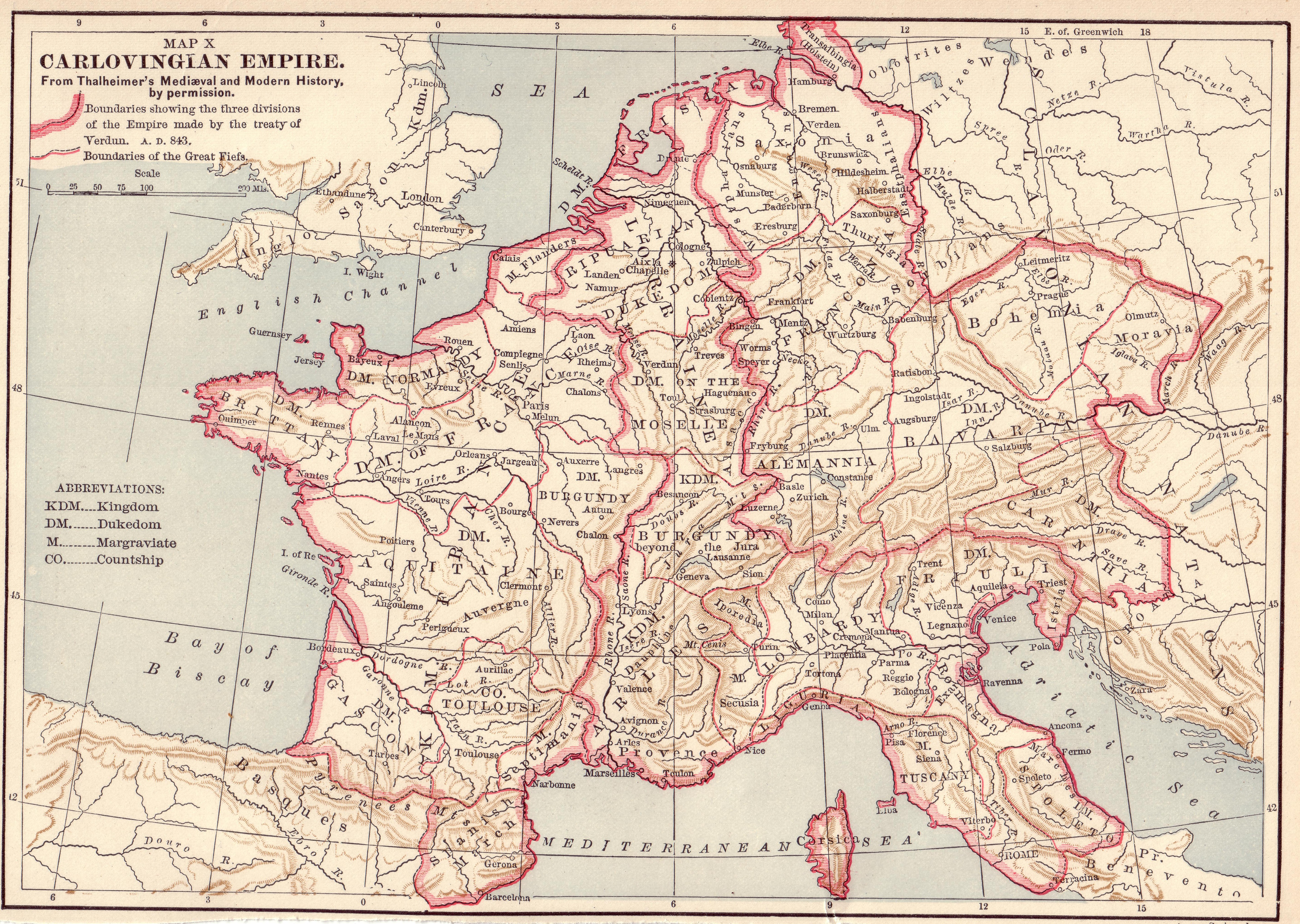
843년 베르됭 조약 이후 3개로 나뉜 프랑크 왕국.

로타르 1세가 왕국 전체의 군주로 통치하려 하자 대머리 카를은 이복 형 루트비히 독일인과 손잡고 반란을 일으킨다. 이를 일명 시민 전쟁이라 부른다.
841년 6월 25일 퐁트누아(Fontenoy) 전투의 승리를 신께 감사하기 위하여 보샤름(Vaucharmes, 샤를르 계곡)계곡 입구에 성모 마리아에게 바치는 조그만 성당을 짓도록 하였다. 872년 로트링겐의 왕 로타르 2세가 죽자, 독일왕 루트비히 2세와 함께 로트링겐으로 들어가 로타르 2세의 아들 위그를 사생아로 선포하여 추방한 뒤 로트링겐을 양분하여 차지하였다.
이때 아키텐의 피핀 1세의 아들 피핀 2세와 상스의 아르눌프는 로타르 1세를 도왔지만, 상스의 아르눌프는 이듬해 사망했고, 피핀의 지원에도 로타르는 역부족이었다. 한편 전쟁이 벌어지는 사이, 성장한 바이킹 족은 북서부 해안가를 들어와 파리시내를 침공하였다. 842년 6월 로타르, 루트비히, 카를 3형제는 협상을 체결하기 위해 각 40명의 대표자들을 대동하고 손강(Saône) 인근의 한 섬에서 만나고, 각자의 왕국의 경계를 정했으나 협상은 결렬되었다. 842년 6월 카를은 다시 로타르 1세, 독일인 루트비히를 작센에서 만나 협상을 시도하였으나 결렬되었다. 협상은 여러 번 결렬되었으나 843년 8월 제국을 3분하기로 하고 종결된다.
843년 8월의 베르됭 조약에서 카를은 네우스트리아, 프랑스 등 스헬데, 뫼즈, 손강의 서쪽 땅 전체와 마시프상트랄의 동쪽 산지, 그리고 론 강 하류 지역을 차지하였다. 독일인 루트비히는 바이에른, 작센, 알레만니아를, 로타르 1세는 동프랑크와 서프랑크 사이에 놓인 이탈리아와 로트링겐, 프로방스, 부르군드 등 제국의 중부인 중프랑크를 각각 차지했다. 그해 바이킹 족이 브르타뉴를 침공해들어와 북서부 일대를 약탈하고, 낭트의 주교가 전사했다.
846년 대머리 카를의 측근인 마스가우의 기셀베르트는 로타르 1세의 딸 이르멘가르트를 납치하고 새로운 평화조약을 체결하라고 요구했다. 그러나 딸이 납치되자 분개한 로타르 1세는 협정 요구를 거부했다.

#### 아키텐 분쟁
카를 2세는 838년 아버지 경건왕 루트비히가 자신에게 분배한 아키텐을 자신의 영토로 생각하였고, 832년 9월 리모에서 개최된 제국의회에서 아키텐의 왕으로 임명된 것을 근거로 아키텐의 왕위를 계속 요구했다. 841년까지 로타르 1세가 아키텐의 총독을 겸직하고 있었으므로, 카를의 아키텐 점령은 어려웠다. 또한, 카를은 자신의 배다른 조카이자 이종사촌인 카를 3세가 차지한 알레만니아에 대해서도 원래 자신의 것이라 생각하고 동프랑크로 쳐들어갈 생각도 하고 있었다.
839년 이후 아키텐의 피핀 2세는 로타르 1세와 루트비히 2세 독일인 등의 도움을 받아 아키텐의 왕위를 유지했고, 작센과 튀링겐 등지를 오가며 생활했다. 842년 또는 843년에 피핀 2세가 서프랑크를 침공, 툴루즈 지역을 차지했다. 그러나 툴루즈와 라우구에(Rouergue)의 백작 툴루즈의 프레도론(Frédolon)는 피핀 2세를 배신하고 카를의 편에 가담하였다. 844년 피핀 2세는 바이킹 족 모험가 야를 오스카에게 도움을 청했다. 피핀은 야를 오스카에게 서프랑크 왕국의 땅을 약탈해서 정복하면 그 지역에 정착지를 주겠다고 하였다. 피핀과 야를 오스카는 서프랑크 왕국의 가론과 툴루즈 일대를 약탈했다. 843년 카를 2세는 피핀 2세와 사로나 섬(Saona)에서 평화 조약을 체결하였다.
845년에 카를 2세는 아키텐의 보르도를 점령했다. 그러나 시내가 카를의 수중에 들어가자 불만을 품은 시민들의 도움으로 보르도는 바로 847년 야를 오스카의 바이킹 군대에 의해 탈환, 회복되었다. 시민들 중에는 유대인 및 피핀 2세의 지지파 게릴라들도 있었다. 한편 피핀 2세는 이교도 해적과도 손을 잡았다. 그러나 피핀은 과음과 다소 나태한 생활에 빠졌고, 848년 무렵에 이르러 아키텐 귀족들 중 피핀에 대한 지지도는 줄어들었다. 848년 6월 6일 대머리 카를은 다시 자신이 아키텐의 진정한 왕이라고 선언하였다. 동시에 피핀 2세의 동생 아키텐의 샤를이 아키텐 왕국에 대한 권리를 주장하고 나섰다. 아키텐의 샤를은 848년 6월 6일 오를레앙에서 자신이 아키텐의 국왕이라고 선언하였다. 이후 1년 안에 아키텐의 귀족들 중 상당수는 피핀 2세에 대한 지지를 철회하였다.
845년의 로타르 1세와 독일인 루트비히, 대머리 카를은 편지 서신에서 피핀 2세를 카를 2세의 가신으로 논정하였고, 카를 2세는 845년 생 브누아-쉬르-루아르에서 피핀 2세를 아키텐의 전 지역의 주지사로 임명한다고 발표했다. 피핀 2세는 자신이 카를 2세의 가신으로 정한 것과, 왕에서 주지사로 격하된 지위에 불복종하였다.
851년 카를 2세는 피핀이 바이킹과 어울렸다는 이유로 수아송에서 의회를 개최하고 피핀 2세의 해임을 선언했다. 그러나 아키텐의 귀족들은 카를 2세의 결정에 반발했다. 852년 9월 가스코뉴의 백작 산초 2세 산시온이 피핀 2세와 그 동생 아키텐의 샤를을 잡아 카를에게 넘겼다. 카를은 피핀 2세를 수아송의 세인트 메다르(Saint Médard) 수도원에 감금하였다. 그러나 이때 독일인 루트비히가 전쟁을 걸어왔고, 청년 루트비히를 보내 대머리 카를과 교전하게 했다. 전쟁은 855년 청년 루트비히가 리모(Limoges) 지역 일대를 되찾을 때까지 계속되었다. 이때 독일인 루트비히는 자신의 아들 청년 루트비히를 아키텐으로 보내 피핀 2세와 아키텐의 샤를을 탈출시키게 했다. 청년 루트비히는 피핀 2세의 탈출 소식을 확인한 후에 바이에른으로 퇴각하였다.

#### 학술, 문예 장려
카를은 할아버지 카롤루스 대제의 궁정학교인 스콜라를 본따, 자신의 파리의 궁정에도 궁정학교를 세우고 왕족과 귀족 자제들의 교육을 맡게 하였다. 그의 궁정학교의 교수진 중 유명한 이는 아일랜드 출신 요한 스코투스 에리게나(Johannes Scotus Eriugena)로, 에리게나는 845년경부터 랑의 왕궁에서 문법과 논리학을 가르쳤다. 그는 랑의 왕궁에 설치된 궁정학교에서 문법, 논리학, 수사학 등을 가르쳤다. 에리게나는 범신론을 주장하여 논쟁꺼리가 되었지만 카를은 그를 각별히 보호하였다. 에리게나는 카를의 명으로 「가짜 디오니시우스 (Dionysius)」를 갈리아 어로 번역하기도 했다.
작가이자 시인인 니타르트를 후작으로 임명하고 자신의 측근에 두었다. 니타르트는 카를의 친척이기도 한데, 카롤루스 대제 시절의 음유시인인 안길베르트의 아들이자 카롤루스 대제의 딸 베르타와의 사이에서 태어난 사생아였다.

#### 영토 문제와 전쟁

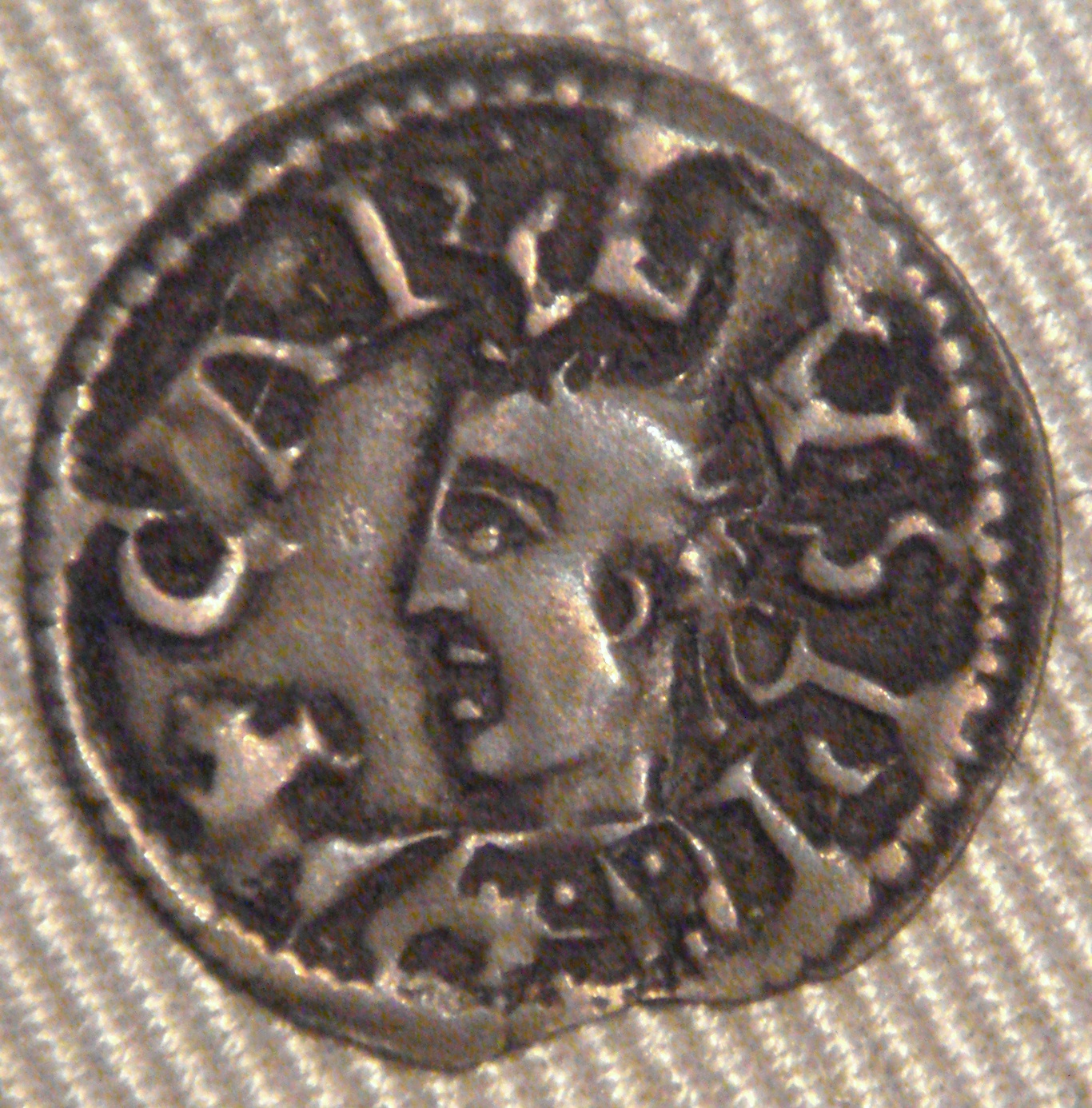
카를 2세 시대의 동전

852년부터 아키텐의 페펭 2세와 계속 전쟁을 하였다. 페펭 2세를 사로잡는데는 성공했으나 아키텐의 귀족들은 그를 왕으로 인정하지 않아 어쩔수 없이 되돌아갔고, 페펭 2세는 탈옥에 성공한다.
853년 카를에게 대항한 서프랑크의 귀족들이 독일인 루트비히에게 원조를 청하자 아들 루트비히 청년왕을 아키텐으로 보냈으며, 피핀 2세를 지원하게 했다. 또한 서프랑크왕 카를 2세의 폐위를 위한 거사에는 피핀 2세, 프로방스의 샤를까지 참여했으나 결국 실패한다. 858년 독일인 루트비히는 직접 서쪽으로 와서 카를을 폐위하려 했으나 장거리 이동으로 병력과 물자 조달에 실패하면서 중단하게 됐다. 결국 860년 코블렌츠 조약을 맺어 카를의 영토에 대한 권리주장을 취소했다.
855년 로타르 1세가 죽자 재빨리 조카 샤를의 몫인 부르고뉴의 일부 영토를 점령했다. 부르고뉴의 숀 강 너머의 영토를 차지하였다. 숀 강 북부의 영토를 차지한 카를은 이 곳을 부르고뉴 왕국(Regnum burgundiae)으로 명명하였다. 카를의 후계자들은 공작을 파견하여 행정을 위임하여 부르고뉴를 다스리게 했고, 결국 독자적으로 부르고뉴 공국이 형성되었다. 856년과 861년 바이킹이 서프랑크를 쳐들어와 수도원, 성당을 약탈해갔다. 대머리 카를은 수도원, 성당 약탈을 중단할 것을 촉구하고, 막대한 황금을 뇌물로 매수하여 바이킹들을 되돌려보냈다.
858년 서프랑크의 귀족들이 그를 별로 지지하지 않는다는 점을 간파하고 그의 영지를 노린 동프랑크 독일인 루트비히의 침략을 다시 맞았다. 그러나 극적으로 물리쳤다. 아키텐에서도 독일인 루트비히를 불렀고, 독일인 루트비히는 바로 아들 소 루트비히를 보내 피핀 2세를 탈옥시켰다. 858년 가을 영토의 동북부 오셸을 방문했다가 바이킹이 쳐들어와 부르고뉴로 피신했다. 864년까지 카를의 정치적 위치는 그에게 충성하는 봉신이 거의 없었기 때문에 불안정했다. 아들들은 어렸고, 아키텐의 피핀 2세나 동프랑크의 독일인 루트비히는 수시로 그의 지위를 위협했다. 프랑스 해안가는 항상 바이킹 족에 속하는 여러 스칸디나비아인 야만인들의 침략으로 시달렸으며, 그는 이들을 회유하기 위해 금과 뇌물을 주어서 되돌려보냈다. 한편 그는 브르타뉴 인들의 침입을 진압하는데 실패하여 애를 먹기도 했다.
861년에 대머리왕 카를은 네우스트리아의 북중부 노르망디 반도 동쪽에 브레톤 변경백령(훗날의 브르타뉴 공작령)을 설치하고 로베르 르 포르를 브레톤변경백에 임명하여 브르타뉴 인들을 통제하게 했다.
860년 브레톤 부족 공작 살로몬은 스스로를 브르타뉴의 왕이라 칭하였고, 862년 대머리왕 카를 2세에 대한 종주권 인정을 거부하고 자립하려 했다. 863년에 대머리 카를은 군사를 일으켰지만 브르타뉴왕 살로몬과 엔트라멘에서 엔트라멘(Entrammes) 조약을 체결하고 서프랑크 왕국의 종주권을 인정받았다. 대신 카를 2세는 앙주의 서부를 살로몬에게 주고 브리타니의 일부로 인정하고, 앙제에 있는 성 오빈의 평신도 수도원을 살로몬에게 주었으며, 대신 살로몬은 대머리왕 카를의 종주권을 인정하며, 공물을 보내기로 했다.

#### 아키텐 확보

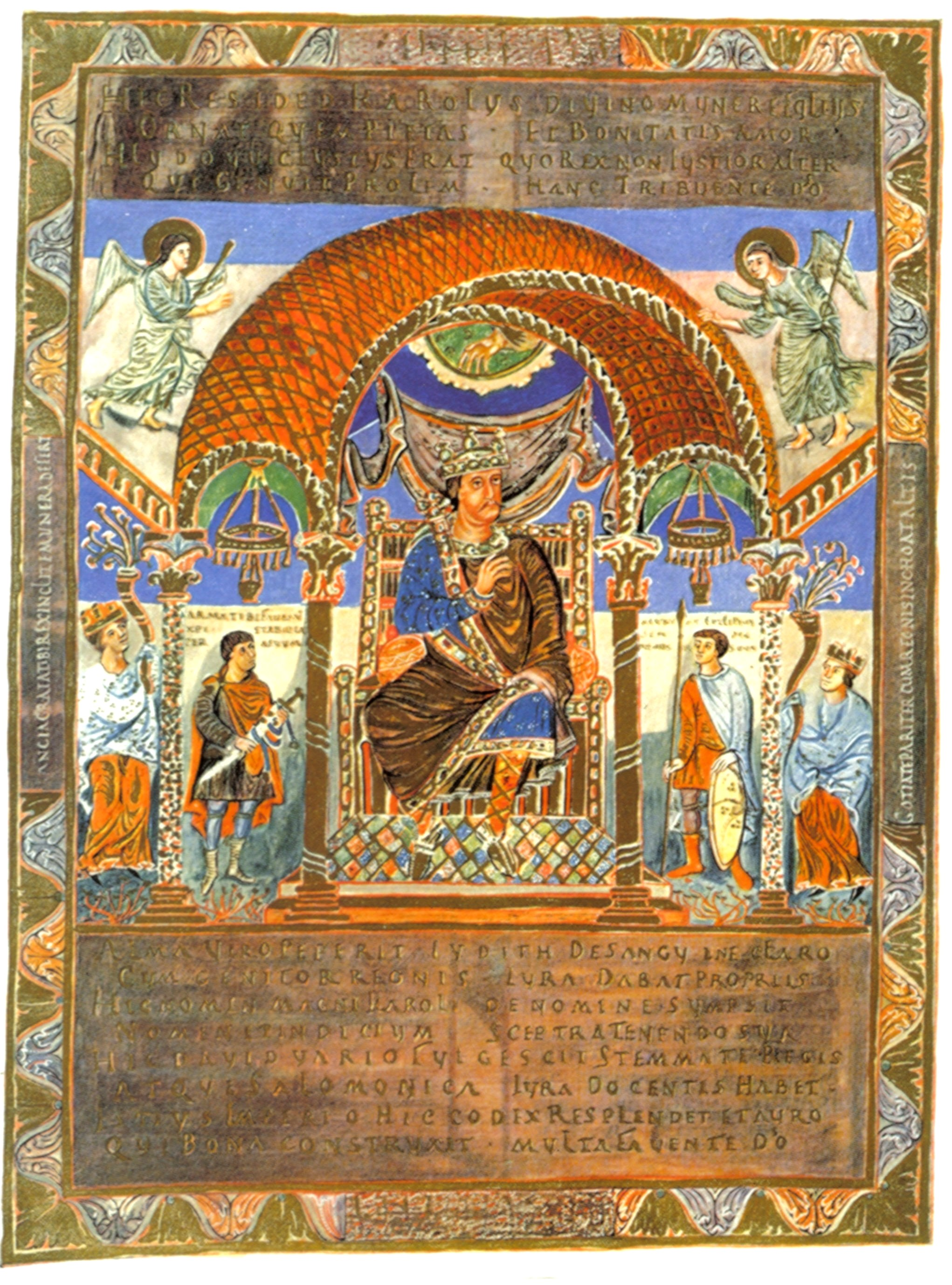
카를 2세

854년 세인트 메다르 수도원에서 탈출에 성공한 피핀 2세와 아키텐의 샤를은 대머리 카를 2세에 맞서 싸울 바이킹 족 용병을 고용하였다. 점차 독일인 루트비히의 지원이 뜸해진 것과, 로타르 1세가 병석에 누워 있어 자신을 도와줄 형편이 되지 않자 피핀 2세는 바이킹을 고용했고, 카를 2세는 피핀이 바이킹과 내통한다고 선전하였다. 한편 아키텐의 유력자인 에우도의 후손들은 자신들의 선조 보기스가 하리베르트 2세의 서출이지만 그에게서 이어지는 후손임을 인정해달라고 요청하였다. 카를 2세는 공식 문서를 작성하여 에우도 일가가 하리베르트 2세의 후손임을 공인해주었다.
피핀은 자신의 옛 영토에 바이킹 족의 정착을 주도했다. 대머리 카를 2세의 아들 유아왕 샤를은 군사를 이끌고 푸아티에 지역을 공격하였다. 855년 10월 라모에서 열린 아키텐의 귀족회의에서 유아왕 샤를을 아키텐 왕으로 선정하였다. 그러나 피핀 2세는 자신의 옛 영토인 루아르 계곡과 푸아티에, 앙굴렘, 페리, 리모, 클레르몽, 부르주 등을 차례로 회복하였고, 대머리 카를 2세는 피핀 2세를 진압하려고 힘썼다.
카를 2세는 855년 자신의 아들 샤를 3세 유아왕을 아키텐의 왕으로 임명하였다. 그러나 아키텐의 귀족들은 여전히 피핀 2세를 지지하였고, 카를의 아들 샤를 3세 유아왕은 862년 무렵에 가서야 아키텐의 일부 귀족들로부터 지지를 얻게 된다. 859년 피핀 2세는 로베르 강철공 및 브리튼의 주교 솔로몬 등과 동맹을 맺고, 다시 카를을 상대로 전투를 시작했으나 작은 승리를 몇번 거두었다. 그러나 피핀 2세는 이후 바이킹 족에게 의탁하며 떠돌이 생활을 하였다. 864년 무렵 피핀 2세가 바이킹 족에 가입해서 바이킹이 된 것으로 그리스도교 사회에 확산되었으며, 그리스도교 예배 대신, 바이킹 족의 하나로 살며 바이킹의 신을 숭배했다는 소문이 돌았다. 864년 카를은 툴루즈 지역을 공략하던 피핀 2세를 사로잡았다. 이로서 카를과 피핀 2세간의 아키텐 분쟁은 종결되었다.

### 생애 후반

#### 메르센 조약
855년 로타르 1세가 죽자, 로타르의 영토는 아들들에게 분배되었는데 둘째 아들인 로타르 2세가 로타링기아를 물려받았다. 카를은 로타르 1세의 영토였던 로트링겐 지역을 확보하려고 다시 내전을 일으켰다. 그러나 독일의 왕이었던 루트비히 2세가 그를 막았다. 그러나 로타르 1세의 차남 로타르 2세는 미리 병력을 배치한 뒤, 바로 왕으로 즉위하였으므로 실패하고 말았다. 대머리 카를은 재빨리 군사를 이끌고 로타르 1세의 영토 중 부르군트의 북부지방을 점령했다. 로타링기아의 왕 로타르 2세에게는 적장자가 없었기 때문에 독일인 루트비히와 카를은 조카 로타르가 죽은 뒤 로타링기아를 분할하기로 합의했다. 그러나 로타르 2세의 아들 위그가 나타났고 869년 로타르 2세가 죽었을 때, 독일인 루트비히와 함께 위그를 사생아로 논정하고 로타르 2세와 발트라다의 결혼은 무효로 선언한 뒤 로트링겐에서 추방했다. 869년 로타링기아에 도착한 대머리 카를은 자신이 로타링기아 전체를 정복했음을 선언하고, 자신을 스스로 황제이며 존엄한 자(Imperator Augustus)라고 선언했다. 이복 형 독일인 루트비히 2세는 즉시 반발했다. 아직 중프랑크의 이탈리아인 루트비히는 살아 있었고, 이는 이탈리아인 루트비히와 대머리 카를이 갈등하는 원인이 되었다.
855년 첫 딸 유디트를 앵글로색슨의 왕 웨섹스의 에델울프에게 시집보냈고 특별히 로마에서 성대하게 결혼식을 올렸다. 그러나 에델울프는 3년만인 858년 1월 13일에 죽었고 아이가 없었다. 유디트는 웨섹스의 에델울프와 본처 오스부룩(Osburh)의 다섯째 아들인 웨섹스의 에델발트와 재혼했다. 그러나 웨섹스의 에델발트도 2년만인 860년에 사망했다. 역시 에델발트와의 사이에서도 자녀가 없었다. 결국 유디트는 서프랑크 왕국으로 되돌아왔다. 한편 앵글로색슨 내에서도 독실한 가톨릭 신앙인들 사이에서 계모가 본처 아들과의 재혼이 문제되었고 이것은 알프레드 대왕이 즉위할 때까지도 문제가 됐다. 유디트는 사후 앵글로 색슨족 주교 애서(Asser)에 의해 정죄되었다. 한편 유디트가 서프랑크로 돌아오자 대머리 카를의 부하인 보두앵 1세가 두 영국 군주의 미망인인 유디트와 사랑에 빠져 861년 크리스마스를 전후해 말더듬이 루이의 도움을 얻어 로트링겐으로 도주하고 862년 결혼식을 올렸다. 대머리 카를은 분노하였다. 프랑크 왕국의 주교들은 즉각 유디트를 파문하기로 결의하였고, 랭스의 힝크마르 주교 또한 유디트의 혼인을 인정하는 것에 반대한다는 입장에 섰다. 하지만 교황 니콜라오 1세는 혼인의 자율성을 지키기 위해 두 사람의 혼인을 관용에 따라 인정하였다. 결국 나중에 가서 카를은 보두앵 1세를 사위로 인정하고 864년 플랑드르 백작에 임명했다.
868년 대머리 카를은 독일인 루트비히를 비밀리에 메츠에서 만나, 로타르 2세가 죽으면 미리 선수쳐서 로타링기아를 점령하고 로타링기아를 분할할 계획을 비밀 약속하였다.
869년 이복형 로타르 1세의 아들인 로타르 2세가 사망했다. 대머리 카를과 독일인 루트비히는 위그를 사생아로 규정하고, 로타링기아에서 추방했다. 869년 9월 로타링기아에 도착한 대머리 카를은 자신이 로타링기아 전체를 정복했음을 선언하고, 자신을 스스로 황제이며 존엄한 자(Imperator Augustus)라고 선언했다. 이복 형인 독일인 루트비히 2세는 즉시 반발했다. 869년 9월 9일 대머리 카를은 메츠에서 로타링기아의 전체의 왕으로 선언했다. 대머리 카를이 로타링기아를 분할하겠다는 약속을 어기고 로타링기아를 합병하자, 870년 독일인 루트비히 2세는 동프랑크와 모라비아의 군대를 이끌고 로타링기아를 침공했다. 독일인 루트비히는 로타링기아 전역을 점령했고, 대머리 카를에게 사자를 보내 분할안에 협상할 것을 요구했다. 결국 교황청이 나서서 중재를 요구했고, 그해 8월 8일 독일인 루트비히를 메르센에서 만나 메르센 조약에 따라 카를과 함께 로타링기아를 분할하는 조약을 체결하였다.(→메르센 조약) 이때 루트비히는 라인강 서쪽의 영역과 프리슬란트를 차지했다. 이때 로타리우스 2세의 가까운 친척이자 친형인 이탈리아인 루트비히는 871년까지 남부 이탈리아에 출몰하는 해적들과 아랍인들을 상대로 싸워야하여 조약 체결에 참여하지 못했다. 이탈리아인 루트비히는 자신을 배제한 분할조약에 항의하였으나 받아들여지지 않았다.

#### 서로마 제국 황제

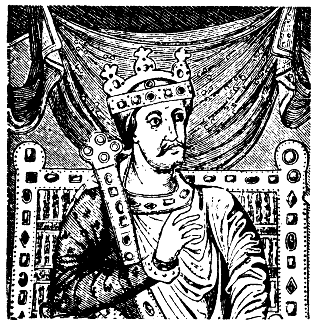
카를 2세상 (11세기작)

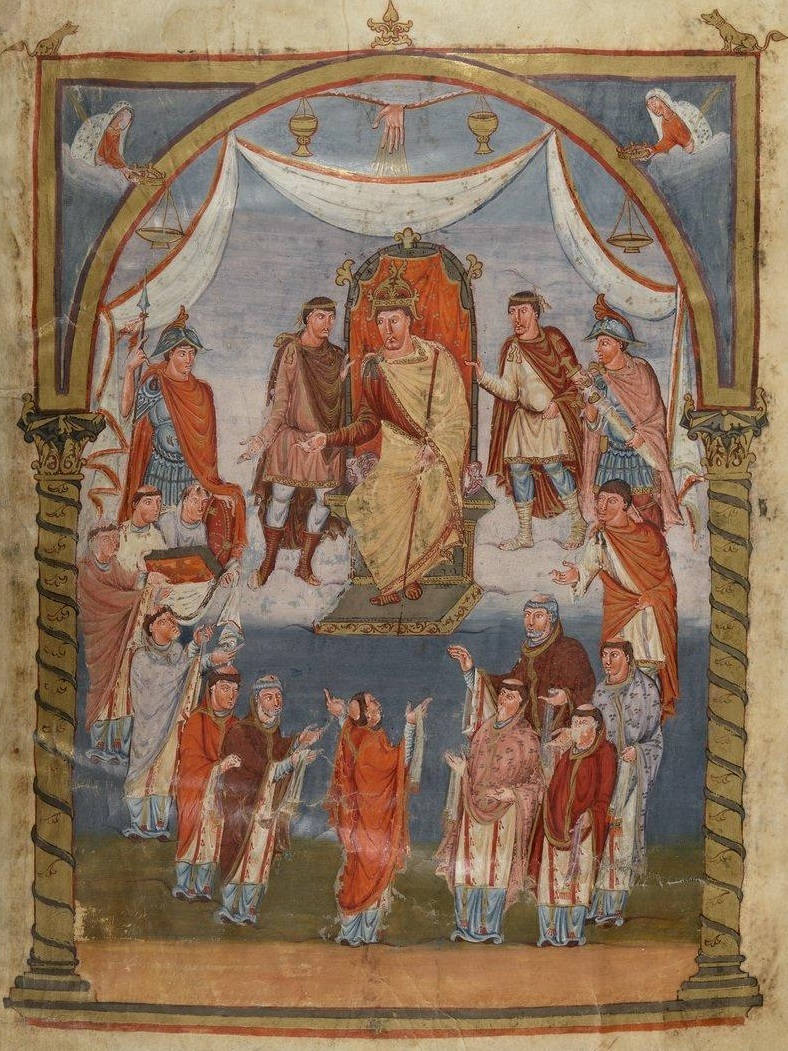
승려와 자문관들에게 둘러쌓인 카를 2세

875년 8월 이탈리아의 이탈리아인 루트비히 2세는 아들들이 그보다 먼저 죽었으므로, 자신의 처남이자 사촌이며, 삼촌 독일왕 루트비히 2세의 장남 카를로만을 후계자로 지목하고 죽었다. 그러나 카를은 재빨리 군사를 이끌고 알프스산맥을 넘어 로마를 방문, 그해 12월 29일 서로마 제국 황제의 제관을 차지했다. 학자에 따라서는 대머리 카를이 제관을 차지한 것을 두고 제후들이 너도나도 제관을 노리게 된 시발점으로 보기도 한다. 이로써 동·서 프랑크 왕국 간에 내전이 발생했다. 카를은 동프랑크를 쳐서 병합할 생각을 하였으나 쉽지 않았다.
황제 이탈리아인 루트비히 2세는 죽을 때 유언으로 사촌동생이자 처남인 카를만을 후계자로 지명하였지만, 대머리왕 카를이 그가 받을 자리를 교황 요한 8세의 지지를 받아 제위에 올랐다. 바로 바이에른의 카를로만은 군사를 이끌고 이탈리아로 와서 자신이 적법한 후계자라며 제위 계승의 무효를 선언했다. 대머리 카를은 막대한 금과 은, 보물들을 카를만에게 주어 일단 되돌려 보냈자 독일인 루트비히의 셋째 아들 비만왕 카를은 이탈리아로 와서 로마 교황청에 대머리 카를은 적임자가 아니라며, 폐위시키라고 계속 요구했다.
876년 8월 독일왕 루트비히는 다시 카를과의 전쟁을 준비하던 중에 8월 28일 갑자기 죽었다. 카를만은 루트비히 2세 사후 바로 이탈리아로 군대를 이끌고 카사우리아의 산 클레멘테로 진격해 갔다. 그러나 카를 2세는 이탈리아에 금과 은과 보석에 큰 금액의 돈으로 교황을 매수했다고 한다. 바로 대머리 카를은 군사를 이끌고 알프스산맥을 넘어 제관을 차지했다. 카를만은 자신이 정당한 이탈리아의 왕임을 선언하고 카를이 이탈리아 왕위와 황제위를 약탈했다고 선언했다. 이후 카를만은 로트링겐, 서프랑크와 이탈리아를 침공해 왔다.
876년 독일왕 루트비히 2세는 그를 치기 위해 군사를 일으키다가 죽었다. 독일인 루트비히가 죽자 카를은 그해 10월 8일 군사를 이끌고, 베르나르 플랑타뷜리 등을 대동하고 로트링겐을 공략했다. 바로 그는 로트링겐을 넘어 루트비히의 영토를 침략했지만, 그의 아들 청년 루트비히 3세에게 안더나흐에서 패했다.(안더나흐 전투 (876년 10월)) 동 로트링겐에서 청년 루트비히의 군대와 교전하여 승리하자, 대머리 카를은 여세를 몰아 안더나흐까지 진출했다. 이때 루트비히 3세는 자신의 군사들에게 흰 옷을 입혀 유령처럼 보이게 하였으므로, 밤에 이들을 본 카를의 군대는 귀신으로 보고 놀라서 도망쳤다.
병사들은 우왕좌왕 도주하거나 실신해서 쓰러졌고 카를 2세는 당황해하며 되돌아갔다. 이때 대머리 카를을 따라 종군한 제롬 백작과 라그니에르가 사망했으며, 베르나르 플랑타빌리, 백작 아달하르드(Adalhard), 파리 주교 고즐린(Gauzlin) 등은 청년 루트비히에게 포로로 붙잡혔다가, 곧 풀려났다.
카를은 자신의 형 루트비히가 살아 있는데도 황제 직위를 욕심내어 세력을 이탈리아까지 확대했고, 형 독일인 루트비히가 프랑크푸르트에서 죽자 라인강까지 진출하려 했다. 독일인 루트비히의 둘째 아들인 청년 루트비히가 작은 아버지인 카를과 담판하여 프랑켄과 작센에서 군대 소집권을 주기로 하고 전쟁을 종결했다. 카를은 전쟁 노획물과 많은 선물을 받아 서프랑크로 귀환했다.

#### 혼란과 최후

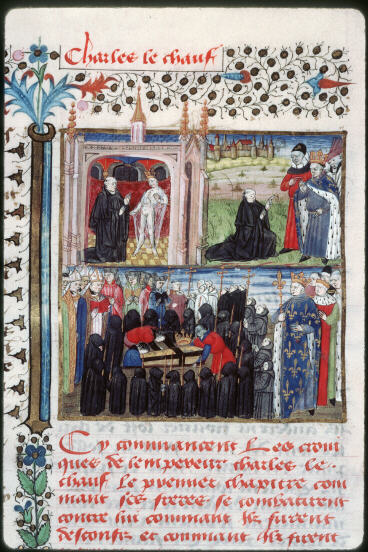
생드니 대성당에서의 카를 2세 장례식, 그의 석관은 프랑스 대혁명때 파괴되었다.

서프랑크의 대머리왕 카를은 자신의 아들 루이 2세를 855년 동프랑크의 왕이라는 직책을 부여하고는 호시탐탐 동프랑크 왕국의 영토를 노리고 있었다. 877년 10월 카를은 로타링기아를 넘어 작센으로 쳐들어갔고, 청년 루트비히는 군사들에게 모두 흰 옷을 입히거나 흰 천을 준비하여 유령 집단처럼 보이게 했고, 밤에는 약간의 불을 밝혀서 유령과 비슷하게 행동하였다. 야밤에 기습공격을 하려고 오던 서프랑크의 군사들은 동프랑크의 군대를 귀신으로 보고 놀라서 달아났다. 청년 루트비히의 기지로 훨씬 많은 수의 서프랑크군을 작은 부대 몇 개만 움직여서 물리칠 수 있었다.
독일인 루트비히의 또다른 아들 카를만이 그를 향해 진격해오고 주요봉신들이 그에게 반란을 일으켰다. 877년 가을 동프랑크의 카를만이 로마에 갔다는 소식을 듣고, 군사를 이끌고 이탈리아로 갔다. 그러나 서프랑크의 귀족들 상당수는 동행을 거절했다. 롬바르디아 총독으로 임명한 프로방스의 보소도 카를의 출정 동행요청을 거절했다. 카를은 직접 군사를 이끌고 알프스산맥을 넘던 중 카를만이 서프랑크로 침략했다는 소식을 듣고 아수스(Aussois)로 가서 대응하던 중, 늑막염으로 회군하던 길에 10월 6일 몽세니 호수 근처 브리데레벵에서 병이 악화되어 갑자기 급사하였다. 그가 죽자 한때 유대인 의사 시드기야(Zédéchias)와 카를의 후처 리첼다가 공모해서 카를을 독살했다는 소문이 확산되기도 했다.

### 사후

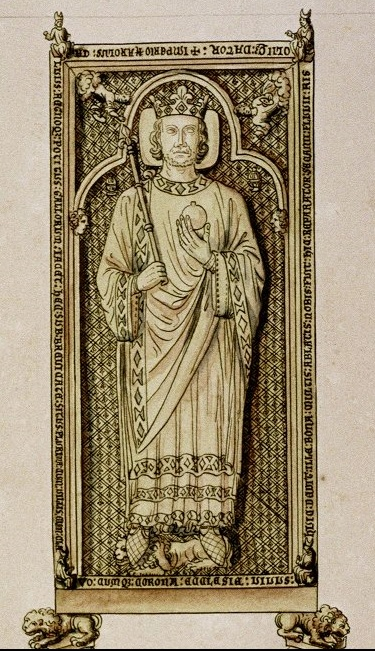
카를 2세의 석관묘 스케치본

그가 죽은 뒤 독일왕 루트비히 2세의 아들 카를로만 3세는 이탈리아의 루트비히 2세가 자신을 후계자로 지목한 것과 카를 2세가 불법으로 신성 로마 제국 황제자리를 탈취했음을 이유로 들어 황제 제관을 요구했디만 로마 교황청은 거부했다. 한편 로마 교황청은 카를의 아들 말더듬이왕 루트비히에게 제관을 주려 했으나 말더듬이 루트비히가 거부함으로써 실패한다.
시신의 부패가 심하여 파리로 운구할 수 없었으므로 바로 낭튀아의 성 베드로 성당에 안치되었다가, 얼마 뒤 아들 루이 2세 말더듬이왕의 요청으로 이장되어 생드니 대성당 내의 석관묘에 안치되었다. 카를은 생전인 867년 생드니 대성당에 자신의 자리를 봐 놓기도 했다. 시신은 그의 부인인 오를레앙의 이르멘가르트의 옆에 안치되었으나, 프랑스 대혁명 중인 1792년 8월 10일 그의 묘소는 파괴되었다. 후에 누군가 그의 석관묘를 스케치한 그림을 몇 점 남겼으나 복원되지 못하고 있다.

## 기타
그를 일반적 의미로 근대적 국가 프랑스의 첫 군주로 간주하기도 한다.
카를은 실제 대머리는 아니었으나, 태어났을 때 영토를 분배받지 못했다. 영토가 없다는 뜻이 와전되어 대머리가 되었으며 10세기 경에 그의 별명이 대머리라고 적은 기록들이 나타난다.

## 가계
- 부왕 : 경건왕 루트비히 또는 루트비히 1세
- 모후 : 바이에른의 유디트
  - 누이 : 기셀라
  - 매부 : 에버하르트(프리울리 후작)
    - 외조카 : 베렝가리오 1세, 이탈리아의 왕
- 왕후 : 오를레앙의 이르멘가르트(830년 9월 27일 - 869년 10월 6일)
  - 딸 : 유디트(Judith Of France, 844년 - 930년, 네 번 결혼하였다.)
  - 아들 : 카를 3세(Charles III the Child, 846년 - 865년 9월 29일)
  - 아들 : 샤를로망 1세(Carloman Of France, prince of West Franks, 843년 - 876년)
  - 아들 : 말더듬이왕 루이 2세(Louis II or Ludwig II The Stammerer, 846년 9월 1일 - 879년 4월 10일)
  - 아들 : 로타르(Lothar The Lame, 847년 - 866년)
  - 딸 : 퐁티뉴의 로트루드(Rotrude De Poitiers, 성 라데군다 수도원(St. Radegund)의 원장 역임, 852년 - 912년, 브로슈 출생)
  - 딸 : 에르망가르드(Ermentrud, 854년 - 877년)
  - 딸 : 힐데가르드(Hildegarde Of The Franks, 852년 - ?)
  - 딸 : 기셀라(Gisele, 857년 - 874년 7월 1일)
  - 딸 : 고데힐다(Godehilde, 864년 - 907년)
- 계비 : 리첼다(Richelda or Richilde de Bourgogne, 838년 - 910년 프로방스의 백작 보소의 누이)
  - 딸 : 로틸데(Rothilde, 858년 - 928년 3월 22일)
  - 사위 : 지게베르트 6세, 우르수스의 공작
  - 딸 : 헤센의 이르멘트루드(Ermentrude Hersent Of France, 하스농 수도원(Hasnon)의 원장, 865년 - ?)
  - 아들 : 드로고(872 - 873)
  - 아들 : 피핀(873 - 874)
  - 아들 : 이름 미상, 875년 나고 죽음
  - 아들 : 샤를(876 - 877)
- 모후 : 이르멘가르트
  - 이복 형 : 로타르 1세
  - 이복 형 : 피핀
  - 이복 형 : 루이 르 게르마니크
  - 이복 누나 : 아델라이드
  - 이복 매형 : 네우스트리아의 로베르(로베르 르 포르)
    - 이복 외조카 : 외드
    - 이복 외조카 : 로베르 1세

## 평가
문화와 예술을 장려하고 니타르트 등을 비롯한 문인들을 등용, 카롤링거 왕조의 르네상스를 다시 꽃피웠으며, 가톨릭 교회와의 밀접한 협력 관계로 자신의 정치적 취약성을 극복하고 지위와 권위를 높혔다.

## 같이 보기
- 베르덩 조약
- 메르센 조약
- 리베몽 조약
- 경건왕 루트비히
- 로타르 1세
- 피핀
- 카를만
- 카롤링거 왕조